# Aloe welwitschii
Aloe welwitschii ist eine Pflanzenart aus der Gattung der Aloen (Aloe) in der Unterfamilie der Affodillgewächse (Asphodeloideae). Das Artepitheton welwitschii ehrt Friedrich Welwitsch, der das Typusexemplar sammelte.

## Beschreibung

### Vegetative Merkmale
Aloe welwitschii ist eine krautige, stammlose, ausdauernde Pflanze. Die Laubblätter entspringen einem kurzen, unterirdischen Stummel. Ihre Wurzeln sind spindelförmig und fleischig. Die eiförmig-längliche Zwiebel besteht aus leicht fleischigen Blattbasen. Sie ist 3 bis 4 Zentimeter lang und 2 Zentimeter breit.
Die leicht sukkulenten Laubblätter bilden Rosetten, sind grasartig, schlaff und in der Regel ein- oder zweimal verdreht. Sie sind hellgrün, etwa 15 Zentimeter lang und weisen Durchmesser von etwa 2 Millimeter auf. Die Blattränder sind gezähnelt. Die obersten 5 bis 10 Millimeter an den Spitzen der Laubblätter sind häufig trocken.

### Blütenstände und Blüten
Der Blütenstand ist eine einfache, etwa 36 Zentimeter lange Rispe. Die unteren sterilen Teile sind mit Brakteen besetzt. Die Blüten sind aufrecht und zygomorph. Die grünlichen, bräunlichen oder rosarötliche weißen Tepalen weisen einen grünlichen Kiel auf. An ihrer Basis sind sie stumpf gerundet. Die Knospe ist zurückgebogen und hat ein rosarötliche Spitze. Die kurzen Blütenstiele sind aufrecht und ausdauernd. Die Blütenröhre weist eine Länge von 14 Millimeter auf und misst etwa 2 Millimeter im Durchmesser. Die an ihrer Basis verwachsenen Tepalen kleben auf zwei Dritteln ihrer Länge nah zusammen. Die sechs Staubblätter setzen an der Basis der Perigonröhre an und sind etwa 7 Millimeter lang. Ihre weißen Staubfäden laufen zur Spitze hin spitz zu. Die gelben, dorsifixen Staubbeutel reißen längs auf und sind intrors. Der grüne, sitzende Fruchtknoten ist 3 Millimeter lang und weist einen Durchmesser von 2 Millimeter auf. Der 4 Millimeter lange Griffel ist weiß, gerade und kopfig.

### Früchte und Samen
Die Früchte sind zylindrische, dreifächrige, lokulizide Kapselfrüchte, deren Spitze zugespitzt ist. Sie sind etwa 15 Millimeter lang und erreichen Durchmesser von 5 bis 6 Millimeter. Die Kapselfrüchte enthalten kantige, dunkelbraune bis schwarze, kurz geflügelte Samen von etwa 3 Millimeter Länge.

## Systematik und Verbreitung
Aloe welwitschii ist im Süden von Angola, in Simbabwe, Namibia, Botswana, Südafrika und Lesotho im Landesinneren über dem Great Escarpment in lockerem bis dichtem Grasland in Höhenlagen von bis zu 2000 Metern verbreitet.
Die Erstbeschreibung als Haworthia angolensis durch John Gilbert Baker wurde 1878 veröffentlicht. Alwin Berger stellte 1908 für diese und drei weitere Haworthia-Arten die Gattung Chortolirion auf. Da der Name Aloe angolensis Baker (1878) bereits vergeben war, wurde ein neuer Name (nom. nov.) benötigt.

## Botanische Geschichte der ehemaligen GattungChortolirion
Gideon Francois Smith untersuchte 1991 die taxonomische Geschichte der Gattung Chortolirion A.Berger. Gemeinsam mit Abraham Erasmus van Wyk zeigte er, dass die Abtrennung von der Gattung Haworthia gerechtfertigt ist. 1995 verwies Smith die bis zu diesem Zeitpunkt beschriebenen Arten in die Synonymie von Chortolirion angolense.
2007 sprach sich Georg P. J. Fritz für die Wiederanerkennung von Chortolirion tenuifolium als eigenständige Art aus. Gemeinsam mit Bernardus Joannes Maria Zonneveld beschrieb er 2010 die neue Art Chortolirion latifolium. Als wichtiges Argument für die Unterscheidung dreier Arten führt Fritz den Zeitpunkt der Blüte an. Chortolirion angolense blüht im Frühjahr, Chortolirion latifolium im Sommer und Chortolirion tenuifolium im Herbst.
Aufgrund neuerer phylogenetischer Untersuchungen schlugen Olwen Megan Grace und Mitarbeiter Anfang 2013 vor Bergers drei Arten als Aloe welwitschii Klopper & Gideon F.Sm., Aloe barendii Klopper & Gideon F.Sm. und Aloe jeppeae Klopper & Gideon F.Sm. in die Gattung Aloe zu stellen. In der ebenfalls 2013 aufgestellten Sektion Aloe sect. Chortolirion (A.Berger) Boatwr. & J.C.Manning wären folgende Namen zu verwenden:
- Aloe welwitschii Klopper & Gideon F. Sm. (2013, nom. nov. für Chortolirion angolense (Baker) A.Berger)
- Aloe barendii Klopper & Gideon F. Sm. (2013, nom. nov. für Chortolirion tenuifolium (Engl.) A.Berger)
- Aloe jeppeae Klopper & Gideon F. Sm. (2013, nom. nov. für Chortolirion latifolium Zonn. & G.P.J.Fritz)
- Aloe subspicata (Baker) Boatwr. & J.C. Manning (2013, comb. nov. für Chortolirion subspicatum (Baker) A.Berger)

## Nachweise